# Distrito de Żywiec
Żywiec (polaco: powiat żywiecki) es un distrito del voivodato de Silesia (Polonia). 
Fue constituido el 1 de enero de 1999 como resultado de la reforma del gobierno local de Polonia aprobada el año anterior. Limita con otros quatro distritos: al oeste con Cieszyn, al norte con Bielsko-Biała, al nordeste con Wadowice, al este con Sucha Beskidzka y al sur con Eslovaquia. 
Está dividido en quince municipios: uno urbano (Żywiec), catorce rurales (Czernichów, Gilowice, Jeleśnia, Koszarawa, Lipowa, Łękawica, Łodygowice, Milówka, Radziechowy-Wieprz, Rajcza, Ślemień, Świnna, Ujsoły y Węgierska Górka). En 2016, según la Oficina Central de Estadística polaca, el distrito tenía una superficie de 1040,06 km² y una población de 153 047 habitantes.